# Lo scoiattolo volante
Lo scoiattolo volante (The Flying Squirrel) è un film del 1954 diretto da Jack Hannah. È un cortometraggio animato della serie Donald Duck, prodotto dalla Walt Disney Productions e uscito negli Stati Uniti il 12 novembre 1954, distribuito dalla RKO Radio Pictures. È stato distribuito anche come Lo scoiattolo goloso.

## Trama
In un parco uno scoiattolo volante fa scorta di ghiande, quando vede Paperino vendere delle noccioline tostate su un carretto. Il papero vorrebbe appendere a un albero uno striscione che pubblicizza la sua attività e chiede allo scoiattolo di farlo in cambio di una nocciolina. Il roditore accetta e Paperino gli dà l'arachide, ma i suoi semi sono carbonizzati. Il papero però si rifiuta di cambiargliela e lo allontana bruscamente, così lo scoiattolo cerca in diversi modi di impossessarsi della nocciolina che gli spetterebbe, ma viene ogni volta ostacolato da Paperino. Dopo che il roditore gli ha bruciato il fondoschiena, Paperino inizia una vera e propria guerra, sparando dei semi di popcorn dal comignolo del carretto, ma lo scoiattolo contrattacca gettando pigne come se fossero bombe. Paperino allora mette nel comignolo della benzina, ma lo scoiattolo lo tappa con un ramo: l'esplosione fa svenire il papero e il roditore può finalmente prendersi l'arachide.

## Distribuzione

### Edizioni home video

#### VHS
- Winny Puh a tu per tu (marzo 1986)[1]
- Paperino 60 anni in allegria (settembre 1994)[2]